# Parafia Matki Bożej Różańcowej w Zamojscach
Parafia Narodzenia Najświętszej Maryi Panny w Zamojscach − parafia rzymskokatolicka znajdująca się w archidiecezji przemyskiej w dekanacie Radymno I.

## Historia
W 1939 roku Łukasz Raciborski właściciel wsi Zamojsce, przeznaczył miejsce pod budowę kościoła. Po wojnie przybył z Jaworowa ks. Bolesław Holub, który osiadł w Zamojscach. Początkowo urządzono kościół w starym spichlerzu, który został poświęcony w 1945 roku przez bpa Franciszka Bardę, a pierwszą mszę świętą odprawiono 19 lutego 1945 roku. 
W 1945 roku została erygowana ekspozytura, z wydzielonego terytorium parafii Radymno i parafii Wacławice. 17 stycznia 1972 roku kościół uległ spaleniu. Na jego miejscu zbudowano nowy murowany kościół, który został poświęcony 16 września 1974 roku przez bpa Tadeusza Błaszkiewicza, zaś jego konsekracji dokonał w 16 września 1980 roku bp Ignacy Tokarczuk.
Na terenie parafii jest 581 wiernych (w tym: Zamojsce - 205, Zabłotce - 368, Olszynka - 8). 
Proboszczowie parafii:
1945–1973. ks. Bolesław Hołub (ekspozyt).
1974–1997. ks. Jan Marszałek.
1997–2004. ks. Jan Majkut.
2004–2012. ks. Robert Łuc.
2012 nadal – ks. Leszek Czerwonka.

## Kościół filialny
Po wojnie w Zabłotczach zaadaptowano dawną drewnianą cerkiew na kościół filialny. Staraniem wiernych i ks. Bolesława Holuba sprowadzono ze Starej Wsi obraz Matki Bożej Bolesnej. W latach 1983–1990 zbudowano nowy kościół filialny, według projektu arch. Jana Rządcy. 16 września 1990 roku bp Ignacy Tokarczuk poświęcił kościół pw. Matki Bożej Bolesnej.